# 恐熊屬
恐熊（學名：Dinocyon）是已滅絕的熊科半狗亞科物種，生存於中新世的歐洲，化石出土於奧地利。